# Fontaine-sous-Montdidier
Fontaine-sous-Montdidier är en kommun i departementet Somme i regionen Hauts-de-France i norra Frankrike. Kommunen ligger i kantonen Montdidier som tillhör arrondissementet Montdidier. År 2022 hade Fontaine-sous-Montdidier 98 invånare.

## Befolkningsutveckling
Antalet invånare i kommunen Fontaine-sous-Montdidier
| Referens: INSEE |